# Charitopes striatus
Charitopes striatus là một loài tò vò trong họ Ichneumonidae.